# Jeszenszky Sándor (jogász)
Kisjeszeni Jeszenszky Sándor (Losonc, 1852. október 19. – Budapest, 1917. március 10.) jogtudós, író, királyi főügyész, miniszterelnökségi államtitkár, valóságos belső titkos tanácsos.

## Származása
Édesapja kijeszeni Jeszenszky Danó ügyvéd, közjegyző, költő, újságíró, a Petőfi Társaság tagja, édesanyja Tóth Vilma.

## Munkássága
Budapesten, Pozsonyban, Bécsben tanult jogot. Doktor, majd 1877-ben ügyvéd lett. 1878-ban állami szolgálatba lépett. Mint budapesti királyi alügyész több híres pert vezetett. Később Marosvásárhelyen tevékenykedett mint királyi főügyész helyettes, és e minőségben feltűnést keltett a román nemzetiségi sajtóperek alkalmával tartott hazafias vádbeszédeivel. Ez érdemei révén nevezték ki 1894-ben a belügyminisztériumba a nemzetiségi osztály élére. 1910-ben miniszterelnökségi államtitkárrá nevezték ki. Elhunyt 1917-ben, sírja a Fiumei úti sírkertben áll.
Cikkei a Jogban (1887), a Jogtudományi Közlönyben (1889. Esküdtszék és nemzetiségek) jelentek meg. A Büntető Jog Tárának is munkatársa volt.

## Házassága és gyermekei
Felesége, leveldi Kozma Mária (1867–1962), 
leveldi Kozma Sándor (1825–1897), a magyar királyi államügyészség megteremtője, első államügyésze és lipcsei Dóczy Regina (1836–1879) lánya volt. Házasságukból született:
- kisjeszeni Jeszenszky Sándor (1886–1957) dr., művészeti író, zenekritikus, miniszteri osztálytanácsos, a Szinyei Merse Pál Társaság alapító tagja és főtitkára[4]
- kisjeszeni Jeszenszky Margit, Lenck Ernőné.
- kisjeszeni Jeszenszky Dóra, cséri és szentlőrinczi Cséry Miklósné.

## Kitüntetései
- Lipót-rend lovagkeresztje (1896)
- Román koronakereszt II. osztály (1897)